# Tercera Federación 2024-25
La temporada 2024-25 de la Tercera Federación de fútbol corresponde a la cuarta edición de este campeonato, que ocupa el quinto nivel en el sistema de ligas de fútbol de España. Dio comienzo el 7 de septiembre de 2024 y terminó el 11 de mayo de 2025. Posteriormente se disputó la promoción de ascenso a Segunda Federación, que consta de dos eliminatorias a doble partido, el primero de los cuales se disputa en el terreno de juego del equipo clasificado en la posición inferior en la fase regular.

## Sistema de competición
Ascienden 27 equipos a la Segunda Federación: por un lado, los 18 campeones de grupo; por otro lado, los 9 vencedores de una eliminatoria interterritorial a disputar en terreno neutral, a la que acceden a su vez los vencedores de los eliminatorias territoriales que disputan los clasificados entre el segundo y el quinto puesto en cada uno de los grupos.
El número de plazas de descenso a categorías regionales se definirá en cada una de las federaciones territoriales y dependerá de los ascensos y los descensos de ese grupo a Segunda Federación. El resultado debe ser de 18 integrantes por grupo.

## Campeones de grupo y ascensos a Segunda Federación
Los campeones de cada grupo consiguieron el ascenso directo a Segunda Federación y la clasificación para la Copa del Rey (excepto los equipos filiales, que no participan en dicha competición).
| Campeones |

| Bandera de Galicia | Bandera de Asturias | Bandera de Cantabria | Bandera del País Vasco | Bandera de Cataluña | Bandera de la Comunidad Valenciana |
| U. D. Ourense      | Real Oviedo Vetusta | U. D. Sámano         | C. D. Basconia         | Reus F. C. Reddis   | C. D. Castellón "B"                |
| Grupo I            | Grupo II            | Grupo III            | Grupo IV               | Grupo V             | Grupo VI                           |

| Bandera de la Comunidad de Madrid | Bandera de Castilla y León | Bandera de Andalucía | Bandera de Andalucía      | Bandera de las Islas Baleares | Bandera de Canarias   |
| R. S. D. Alcalá                   | Atlético Astorga           | Atlético Malagueño   | Salerm Puente Genil F. C. | U. D. Poblense                | U. D. Las Palmas Atl. |
| Grupo VII                         | Grupo VIII                 | Grupo IX             | Grupo X                   | Grupo XI                      | Grupo XII             |

| Bandera de la Región de Murcia | Bandera de Extremadura | Bandera de Navarra | Bandera de La Rioja (España) | Bandera de Aragón | Bandera de Castilla-La Mancha |
| C. F. Lorca Deportiva          | C. D. Extremadura 1924 | U. D. Mutilvera    | Náxara C. D.                 | C. D. Ebro        | C. D. Quintanar del Rey       |
| Grupo XIII                     | Grupo XIV              | Grupo XV           | Grupo XVI                    | Grupo XVII        | Grupo XVIII                   |

## Promoción de ascenso a Segunda Federación
Participan los equipos clasificados del segundo al quinto lugar de cada grupo. Se desarrolla mediante el sistema de eliminatorias a doble partido que enfrentan a los equipos del mismo grupo que hubiesen obtenido mejor clasificación contra los que hubiesen obtenido peor. En caso de empate, se disputa una prórroga y, si prosiguiese el empate, se proclama vencedor al equipo que hubiese obtenido mejor posición en la fase regular. Los 18 equipos vencedores de estas eliminatorias juegan la Fase Final por el ascenso.
| Ascienden a Segunda Federación S. D. Sarriana C. D. Lealtad S. D. Beasáin Girona F. C. "B" Rayo Vallecano "B" Burgos C. F. Promesas Real Jaén C. F. U. D. Porreras Yugo U. D. Socuéllamos C. F. |

## Clasificados para la Copa del Rey 2025-26
Se clasifican los Campeones de cada grupo y los siete mejores segundos con mejor coeficiente (salvo los filiales, ya que no participan en dicha competición).
| Bandera de Galicia | Bandera de Asturias    | Bandera de Cantabria | Bandera del País Vasco | Bandera de Cataluña | Bandera de la Comunidad Valenciana |
| U. D. Ourense      | Caudal Deportivo       | U. D. Sámano         | Club Portugalete       | Reus F. C. Reddis   | C. D. Roda                         |
| Campeón Grupo I    | Subcampeón(1) Grupo II | Campeón Grupo III    | Subcampeón(2) Grupo IV | Campeón Grupo V     | Subcampeón(3) Grupo VI             |

| Bandera de la Comunidad de Madrid | Bandera de Castilla y León | Bandera de Andalucía   | Bandera de Andalucía      | Bandera de las Islas Baleares | Bandera de Canarias     |
| R. S. D. Alcalá                   | Atlético Astorga           | Real Jaén C. F.        | Salerm Puente Genil F. C. | U. D. Poblense                | U. D. San Fernando      |
| Campeón Grupo VII                 | Campeón Grupo VIII         | Subcampeón(4) Grupo IX | Campeón Grupo X           | Campeón Grupo XI              | Subcampeón(5) Grupo XII |

| Bandera de la Región de Murcia | Bandera de Extremadura | Bandera de Navarra | Bandera de La Rioja (España) | Bandera de Aragón  | Bandera de Castilla-La Mancha |  |
| C. F. Lorca Deportiva          | C. D. Extremadura      | U. D. Mutilvera    | Náxara C. D.                 | C. D. Ebro         | C. D. Quintanar del Rey       |  |
| Campeón Grupo XIII             | Campeón Grupo XIV      | Campeón Grupo XV   | Campeón Grupo XVI            | Campeón Grupo XVII | Campeón Grupo XVIII           |  |

| Bandera de Cantabria | Bandera de Castilla y León | Bandera de Andalucía   | Bandera de las Islas Baleares | Bandera de la Región de Murcia | Bandera de Extremadura | Bandera de Navarra   |
| C. D. Tropezón       | Atlético Tordesillas       | C. D. Ciudad de Lucena | C. D. Constancia              | C. D. Cieza                    | C. D. Azuaga           | C. D. Valle de Egüés |
| Subcampeón Grupo III | Subcampeón Grupo VIII      | Subcampeón Grupo X     | Subcampeón Grupo XI           | Subcampeón Grupo XIII          | Subcampeón Grupo XIV   | Subcampeón Grupo XV  |

## Clasificados para la Copa RFEF 2025-26
Se clasifican los siete mejores segundos que no se hayan clasificado para la Copa del Rey (salvo los filiales, ya que no participan en dicha competición).
| Bandera de Galicia | Bandera de Asturias | Bandera de Cataluña  | Bandera de las Islas Baleares | Bandera de la Región de Murcia | Bandera de Extremadura | Bandera de La Rioja (España) |
| C. D. Estradense   | C. D. Covadonga     | C. E. Atlètic Lleida | S. D. Formentera              | Unión Molinense C. F.          | C. F. Jaraíz           | C. D. Varea                  |
| Subcampeón Grupo I | 3.º Grupo II        | Subcampeón Grupo V   | 3.º Grupo XI                  | 3.º Grupo XIII                 | 3.º Grupo XIV          | 3.º Grupo XVI                |